# Шадрінка (Слободо-Туринський район)
Ш́адрінка (рос. Шадринка) — присілок у складі Слободо-Туринського району Свердловської області. Входить до складу Слободо-Туринського сільського поселення.
Населення — 70 осіб (2010, 78 у 2002).
Національний склад населення станом на 2002 рік: росіяни — 99 %.